# Christof Hetmanski
Christof Hetmanski (* 15. Juli 1965 in Tychy) ist ein ehemaliger polnischer Fußballspieler.

## Karriere
Die Karriere von Christof Hetmanski begann bei GKS Katowice, wo er fast alle Jugendstationen durchlief und anschließend auch in der ersten Mannschaft zum Einsatz kam. Sein sportlicher Höhepunkt in dieser Zeit war der Gewinn des polnischen Pokals 1986. 1989 wechselte Hetmanski in die Fußball-Bundesliga zum FC 08 Homburg. Trotz des Abstiegs nach nur einem Jahr blieb er noch ein Jahr in Homburg in der 2. Bundesliga. In der Saison 1991/92 spielte er für den VfB Lübeck in der viertklassigen Verbandsliga Schleswig-Holstein. 1992 ging Hetmanski zum VfL Osnabrück, ehe er sich 1993 erneut dem VfB Lübeck anschloss. Nach dem Abstieg der Lübecker aus der zweiten Liga wurde Hetmanskis Vertrag nicht verlängert. Nach mehreren Monaten ohne Verein schloss er sich 1997 dem Regionalligisten 1. FC Magdeburg an. Mit dem 1. FC Magdeburg gewann Hetmanski 1998 den Landespokal in Sachsen-Anhalt. Bis zum August 2000 absolvierte er 55 Punktspiele, ehe Christof Hetmanski infolge eines im Spiel gegen den VfB Fortuna Chemnitz erlittenen offenen Schien- und Wadenbeinbruchs seine Karriere als Sportinvalide beenden musste. Anschließend arbeitete er noch einige Zeit als Nachwuchsscout für die Magdeburger.
Von 2002 bis 2005 absolvierte er in Düsseldorf einen Lehrgang im Bereich Sportmanagement, den er als Sportfachwirt erfolgreich beendete. Währenddessen und im Anschluss arbeitete er in der Marketingabteilung von Union Berlin und scoutete für den Jugend- und Herrenbereich.
2006 wechselte er zu Alemannia Aachen als Scout für den Raum Osteuropa. Darauf folgten Stationen bei Holstein Kiel und im Anschluss im Management bei Gornik Zabrze als Sportdirektor in Polen. Seit 2010 arbeitet Hetmanski als Jugendscout der Akademie von Manchester United für den osteuropäischen Raum.